# Noticias RCN
Noticias RCN é um telejornal colombiano exibido pela RCN Televisión desde 10 de julho de 1998.

## Apresentadores
- Juan Eduardo Jaramillo
- Felipe Arias
- Johanna Amaya
- Andrea Bernal
- Maritza Aristizábal
- César Piñeros
- Andrea Jaramillo Char
- Inés María Zabaraín
- Jéssica de la Peña
- Rossy Lemos
- Jéssica Gomezcasseres
- Paola Andrea Toro[3]

### Esportes
- Andrea Guerrero
- Javier Fernández Franco
- Ricardo Henao
- José Fernando Neira
- Juan Esteban Fonseca
- Carlos José Gamboa
- Eduardo Cifuentes
- Sebastián Araujo

### Entretenimento
- Sandra Bohórquez
- Luz Ángela Tobón
- Zahira Benavides
- Daniela Hernández
- Maythe González

## Diretores
- Darío Fernando Patiño (julho-agosto de 1998)
- Daniel Coronell (agosto de 1998-fevereiro de 2000)
- Álvaro García Jiménez (março de 2000-junho de 2008)
- Clara Elvira Ospina (junho de 2008-dezembro de 2011)
- Rodrigo Pardo García-Peña (janeiro de 2012-março de 2015)
- Claudia Gurisatti (abril de 2015-julho de 2019)
- Juan Lozano Ramírez (julho de 2019-fevereiro de 2021)
- José Manuel Acevedo (março de 2021-)[1]